# Dipteris novoguineensis
Dipteris novoguineensis là một loài dương xỉ trong họ Dipteridaceae. Loài này được Posth. mô tả khoa học đầu tiên năm 1928.
Danh pháp khoa học của loài này chưa được làm sáng tỏ. 